# Calanchi del Marchesato
Calanchi del Marchesato (o Calanchi di Cutro) sono una vasta distesa alle pendici della Sila, tra Cutro e Roccabernarda, di dune argillose dai toni cangianti che formano uno scenario lunare. Un particolare habitat ricco di specie vegetali e animali protette, tra cui la Testuggine palustre europea e il Cervone, che vivono in corrispondenza degli stagni.  I Calanchi di Cutro sono costituiti da argille marnose siltose grigie-azzurre che si sono depositate nel Pliocene tra 400 e 800 m di profondità.

## I Calanchi nel cinema e nei media
Nel 1964 Pier Paolo Pasolini girò alcune scene del film “Il Vangelo secondo Matteo” e si disse infatuato dal luogo degno, o meglio, della Palestina. 
Nell'estate del 2022, dopo 60 anni di Pasolini, il regista Jordan River ha scelto di girare ai Calanchi del Marchesato alcune scene del film su Gioacchino da Fiore Il monaco che vinse l'Apocalisse. I Calanchi sono così diventati set cinematografico ambientati nella Gerusalemme e i territori di Israele del XII secolo..